# Batalla junto al río Temes
La batalla junto al río Temes (en húngaro: Temes folyó melletti csata) sucedió en el verano de 1091, luego de que el ejército cumano de Kapolcs entrase en territorio húngaro y fuese vencido por el rey San Ladislao junto al río Temes.

## Antecedentes al conflicto
En el reinado de Salomón de Hungría, ya él y sus primos se habían visto obligados a contrarrestar incontables incursiones de ejércitos bárbaros paganos cumanos y pechenegos. En 1068 el príncipe San Ladislao junto con su hermano Géza y su primo el rey Salomón habían vencido a los invasores cumanos en la batalla de Cserhalom. Posteriormente los invasores fueron derrotados nuevamente en varias oportunidades al librarse batallas menores. Después de la coronación de San Ladislao como rey húngaro, los ataques cumanos continuaron, aunque en 1085 las tropas del comandante Kutesk resultaron vencidas por el rey Santo en la batalla de Kisvárda. Tras este enfrentamiento, muchos cumanos se sedentarizarían y comenzarían a adoptar lentamente el cristianismo. Sin embargo, casi una década después, un nuevo ejército cumano se aproximaría a las fronteras húngaras.

## La batalla
En 1091, un ejército cumano al mando del comandante Kapos o Kapolcs invadió territorio húngaro, lo cual coincidió precisamente con una campaña de San Ladislao I en territorios croatas. El rey se vio forzado a abandonarlos y dejar a su sobrino el príncipe Álmos como regente de Croacia y a dirigirse a la región de Transilvania para enfrentar a los cumanos.
Durante la batalla, el ejército húngaro cristiano venció a los paganos y dio muerte a su líder Kapos, forzándolos a huir hacia las fronteras del reino. De inmediato, un nuevo ejército cumano arribaría a asistirlos y las fuerzas de Ladislao lo vencería rápidamente cerca de Orsova. Tras esto, los cumanos comenzarían a asentarse en territorios húngaros y muchos lentamente a asirse a las leyes occidentales europeas y a la fe cristiana, diluyéndose dentro de la población húngara. Existen varias regiones en la Hungría actual, donde muchas localidades aún poseen nombres cumanos.